# Midget Wolgast
Midget Wolgast (* 18. Juli 1910 in Philadelphia, USA; † 19. Oktober 1955) war ein US-amerikanischer Boxer im Fliegengewicht.

## Profikarriere
Im Jahre 1925 begann er erfolgreich seine Profikarriere. Am 21. März 1930 boxte er gegen Black Bill um die vakante NYSAC-Weltmeisterschaft und gewann durch einstimmige Punktrichterentscheidung. Wolgast verteidigte diesen Titel insgesamt dreimal und verlor ihn am 16. September 1935 an Small Montana nach Punkten.
Im Jahre 1940 beendete er seine Karriere.
Im Jahre 2001 wurde Midget Wolgast in die International Boxing Hall of Fame aufgenommen.